# Флавий Промот
Флавий Промот (лат. Flavius Promotus) — римский политический деятель второй половины IV века.
В 386 году Промот занимал должность магистра пехоты во Фракии, когда вождь остготов Одофей попытался проникнуть с огромной армии гревтунгов на римскую территорию. Однако Промот взял на себя инициативу и атаковал гревтунгов при помощи сухопутных войск и речного флота. Бо́льшая часть вражеской армии была перебита. Римские солдаты захватили множество пленных: женщин и детей. Промот убедил при помощи подарков немногих оставшихся в живых гревтунгов перейти на службу в римскую армию, чтобы помочь в войне против узурпатора Магна Максима. Эта победа, очевидно, имела большое значение, поскольку упоминается поэтом Клавдием Клавдианом в «Панегирике» Гонорию и в Consularia constantinopolitana, хотя в обоих случаях имя Промота нигде не называется. В 388 году Феодосий I Великий назначил Промота магистром конницы во время войны против Магна Максима. В 389 году он находился на посту ординарного консула с Флавием Тимасием.
В 391 году Феодосий I отправился в поход против варваров, в результате которого одержал победу. Его солдаты разграбили вражеский лагерь, пренебрегнув погоней за бежавшими остатками противника. Те же перегруппировались и напали на дезорганизовавшихся римлян, создав угрозу самому императору, который сумел спастись. Отступая, Феодосий встретил Промота, который вызвался остановить прорыв. В итоге варвары были отброшены. Промот и Тимасий вступили в конфликт с магистром оффиций Флавием Руфином, фаворитом императора. Во время обсуждения на императорском совете Руфин оскорбил Промота, который ударил его. Руфин пожаловался Феодосию, но тот сказал, что может назначить Руфина соправителем. Воспользовавшись благоволением императора, Руфин советовал тому послать Промота во Фракию, чтобы тот занялся подготовкой войск. В эскорт Промота были направлены варвары, которые находились в тайном согласии с Руфином. По дороге они напали на Промота и убили его в сентябре 392 года.
У Промота была супруга Марса и двое детей, которые были воспитаны Феодосием I. Промот владел домом в Константинополе, на месте которого в 404 году был построен готский монастырь.